# Psilopleura klagesi
Psilopleura klagesi là một loài bướm đêm thuộc phân họ Arctiinae, họ Erebidae.